# X Factor (Italia) (ottava edizione)
L'ottava edizione del talent show musicale X Factor è andata in onda in prima serata su Sky Uno dal 18 settembre all'11 dicembre 2014 per tredici puntate.
Si tratta della quarta edizione ad essere prodotta e trasmessa da Sky Italia. Alla conduzione rimane confermato Alessandro Cattelan mentre nella giuria rimangono Mika e Morgan dalla passata edizione. Inoltre vengono affiancati da due nuovi giudici: Victoria Cabello e Fedez.
Dopo 4 anni di assenza torna alla trasmissione l'ex giudice del talent Mara Maionchi in veste di conduttrice del talk show Xtra Factor. Anche quest'anno il vincitore ha diritto ad un contratto discografico con Sony Music Italia del valore complessivo di 300000 €.
Il vincitore dell'ottava edizione è Lorenzo Fragola concorrente degli Under uomini di Fedez. La sera stessa della vittoria del talent ha vinto il Disco d'oro superando i 15.000 download su iTunes del suo singolo d'esordio The Reason Why, stabilendo un primato assoluto per il programma. A fronte di tale traguardo, a soli tre giorni dalla finale, viene scelto personalmente da Carlo Conti per partecipare nella categoria Campioni del Festival di Sanremo 2015.

## Trasmissione
Così come avvenuto durante la settima stagione, Cielo ha trasmesso in replica le puntate dedicate alle selezioni ma non i live show, esclusivi per i clienti della pay-tv. Il programma viene trasmesso, oltre che su Sky Uno, anche in live streaming sulla piattaforma Sky Online.
Su Sky Uno, giovedì 11 e venerdì 12 settembre 2014 sono andati in onda rispettivamente X Factor Story (che attraverso le interviste a Francesca Michielin, Chiara Galiazzo e Michele Bravi ha ripercorso le ultime tre annate dello show) e due speciali intitolati In Fede Fedez e Un giudice chiamato Victoria dedicati ai due nuovi giudici Fedez e Victoria Cabello.
Su Cielo successivamente, nel weekend di sabato 6 e domenica 7 dicembre 2014, sono stati trasmessi tutti e sette i live show antecedenti alla finale nell'arco dei due giorni con la cosiddetta Maratona X Factor, trasmettendo i primi tre live nel pomeriggio del 6 dicembre e gli altri tre nel pomeriggio del giorno seguente, per poi trasmettere la semifinale la sera stessa del 7 dicembre.
La finale dell'11 dicembre 2014 al Mediolanum Forum di Milano è stata trasmessa in diretta, oltre che su Sky Uno, anche in chiaro su Cielo, come successo l'anno precedente, compreso l'Ante Factor, condotto da Davide Camicioli, Daniela Collu e Mara Maionchi.

## Categorie
Le categorie di X Factor 8 sono state annunciate nel corso delle conferenza stampa del 16 settembre 2014 e rimangono suddivise in 4 (come nelle precedenti quattro edizioni), ognuna affidata ad un diverso giudice.
| Categoria     | Giudice          | Producer Musicale |
| ------------- | ---------------- | ----------------- |
| Under Donne   | Victoria Cabello | Giuseppe Barbera  |
| Under Uomini  | Fedez            | Fausto Cogliati   |
| Over          | Mika             | Alessandro Raina  |
| Gruppi Vocali | Morgan           | Lele Battista     |

Vocal Coach: Paola Folli e Rossana Casale.

## Selezioni

### I provini

#### X Factor On The Road
L'X Factor On The Road, fase itinerante di scouting in giro per l'Italia, è iniziato ad Asti il 15 marzo e si è concluso a Palermo il 30 aprile, con un totale di 19 tappe prima dei tradizionali casting.

#### Pre-selezioni
Le pre-selezioni si sono svolte dal 10 al 12 maggio 2014 al PalaLottomatica di Roma e dal 24 al 26 maggio 2014 al Lingotto Fiere di Torino. I concorrenti che hanno passato questa prima tappa si sono esibiti davanti ai quattro giudici di X Factor nelle audizioni pubbliche.

#### Audizioni
La seconda fase dei provini prevede le Auditions dove gli aspiranti cantanti si esibiscono davanti ai quattro giudici e al pubblico. Le puntate delle audizioni sono state trasmesse su Sky Uno dal 18 settembre 2014 e 72 ore dopo su Cielo. Sono state registrate dal 7 al 9 giugno all'Unipol Arena di Bologna e il 21-22 giugno al PalaLottomatica di Roma.

#### Bootcamp
La terza fase dei provini prevede l'esibizione dei cantanti selezionati precedentemente alle audizioni davanti ai quattro giudici, e da quest'anno anche in presenza del pubblico. Questa fase è chiamata Bootcamp (Campo reclute) nella quale si selezionano gli aspiranti cantanti che potranno accedere alla quarta fase, quella degli Homevisit, ultima fase prima del programma vero e proprio. Prima dei Bootcamp ufficiali quest'anno, i cantanti passati alle audizioni si sono recati al Mediolanum Forum di Milano venendo divisi in due gruppi dai giudici: il primo gruppo passa ai Bootcamp per direttissima avendo convinto appieno i giudici alle audizioni; l'altro gruppo, non avendo convinto del tutto la giuria, ha dovuto affrontare le cosiddette Room Auditions. Queste ultime si sono svolte in una stanza chiusa, sempre all'interno del Forum, con i giudici seduti su un tavolo e i concorrenti che, chiamati in gruppi, hanno dovuto cantare dei pezzi a cappella per convincere i giudici nel farli passare. Coloro che passano questo step si aggiungono al primo gruppo: alla fine in totale solo 50 sono coloro che si sfideranno ai Bootcamp. Per la prima volta in Italia, oltre alla presenza del pubblico al Bootcamp, per selezionare i primi 6 finalisti per categoria viene introdotta la Sfida delle Sei Sedie (o Six Chair Challenge), formula già sperimentata ad X Factor UK. Ogni giudice ha a disposizione sei sedie e potrà decidere se far sedere un concorrente (così da farlo passare agli Home Visit) oppure no (eliminandolo dalla gara); se le sei sedie sono tutte occupate il giudice della categoria designata può decidere di far alzare uno dei concorrenti (venendo così eliminato) e far sedere l'altro. Dopo l'unica puntata di Bootcamp sono stati decisi i 24 concorrenti che passano agli Home Visit, sei per ogni categoria. Le puntate sono state registrate nelle giornate dell'1 e 2 luglio 2014 sempre al Forum di Milano, sede anche quest'anno della finale del programma.
| Categoria     | Giudice | Artisti eliminati ai Bootcamp | Artisti eliminati ai Bootcamp | Artisti eliminati ai Bootcamp | Artisti eliminati ai Bootcamp | Artisti eliminati ai Bootcamp | Artisti eliminati ai Bootcamp | Artisti eliminati ai Bootcamp |
| ------------- | ------- | ----------------------------- | ----------------------------- | ----------------------------- | ----------------------------- | ----------------------------- | ----------------------------- | ----------------------------- |
| Uomini 16-24  | Fedez   | Roberto "Shago" Valenza       | Manuel Dini                   | Paolo Abate                   | Fabio Smeraldo                | Andrea La Motta               | Marco Lagrotta                | Giovanni Solimeno             |
| Donne 16-24   | Cabello | Giulia Duchi                  | Chiara Chistè                 | Manola Belisarii              | Veronica Ferri                | Julia Sciacca                 |                               |                               |
| Over 25       | Mika    | Nicolò Fumagalli              | Roberta De Gaetano            | Federico "An Harbor" Pagano   | Riccardo "Riky Yane" Civita   | Marco Agrusta                 | Yusaku Tamura                 |                               |
| Gruppi Vocali | Morgan  | B Brothers                    | #Hashtag                      | Cecco e Cipo                  | Diandramartin                 | Gemelle Fontana               |                               |                               |

#### Homevisit
La quarta fase dei provini è l'Home Visit, ed è la fase finale prima del programma in diretta. In questa fase i concorrenti che sono riusciti a convincere i giudici, e quindi a passare alla fase successiva, hanno dovuto tenere un'ultima audizione in quattro diverse location, una per giudice. Al termine di questa prova sono stati decisi i dodici cantanti che andranno a comporre le squadre capitanate dai quattro giudici.
Gli Home Visit hanno avuto luogo a Londra, Milano, Mozia e Vienna, dove gli aspiranti cantanti si sono esibiti di fronte ai loro giudici. Ogni giudice, per la scelta dei propri talenti, si è fatto aiutare da un ospite; The Bloody Beetroots per Victoria Cabello, Raphael Gualazzi per Fedez, Elio per Mika e Eugenio Finardi per Morgan. Gli Homevisit sono stati registrati intorno al mese di luglio 2014.
Tra i concorrenti eliminati in questa fase, quelli che compaiono in grassetto nella successiva tabella sono stati scelti dai giudici per il ripescaggio. I quattro artisti sono stati quindi votati dal pubblico che ha deciso di inserire nella competizione Riccardo Schiara.
| Uomini 16-24  | Fedez   | Corrado "Dirty" Girardi | Riccardo Schiara      | Dario Guidi   |
| Donne 16-24   | Cabello | Giorgia Bertolani       | Carolina Faroni       | Maria Faiola  |
| Over 25       | Mika    | Alessio Barsaglini      | Jade Angiolina Canali | Sarah Fargion |
| Gruppi Vocali | Morgan  | Fading Memories         | Aula 39               | Les Babettes  |

I quattro artisti indicati in grassetto hanno ottenuto la possibilità, grazie alla "Enel Green Card", di partecipare ad un sondaggio, dove i due più votati avranno la possibilità di sfidarsi in un ballottaggio in diretta durante il secondo live per entrare ufficialmente in gara.

## Finalisti
In questo spazio sono elencati i cantanti approdati alla prima puntata live del programma.
Legenda:
- Vincitore
- Secondo classificato

- Terzo classificato
- Quarto classificato

- Non finalista
- Ammesso alla gara

- Semifinalista

- Non ammesso alla gara
- Non ammesso al ballottaggio

| Categoria                      | Cantanti               | Cantanti            | Cantanti                | Cantanti         |
| ------------------------------ | ---------------------- | ------------------- | ----------------------- | ---------------- |
| Uomini 16-24 (Fedez)           | Lorenzo Fragola        | Madh (Marco Cappai) | Leiner Riflessi         | Riccardo Schiara |
| Donne 16-24 (Victoria Cabello) | Ilaria Rastrelli       | Vivian Grillo       | Camilla Andrea Magli    | N.D.             |
| 25+ (Mika)                     | Mario Gavino Garrucciu | Emma Morton         | Diluvio (Marco Boserup) | N.D.             |
| Gruppi Vocali (Morgan)         | Komminuet              | Spritz For Five     | The Wise                | N.D.             |

| Categoria                      | Enel Green Card  |
| ------------------------------ | ---------------- |
| Uomini 16-24 (Fedez)           | Riccardo Schiara |
| Donne 16-24 (Victoria Cabello) | Carolina Faroni  |
| 25+ (Mika)                     | Sarah Fargion    |
| Gruppi Vocali (Morgan)         | Les Babettes     |

## Dettaglio delle puntate

### Tabella delle eliminazioni
- 16-24 ♂ (Fedez)
- 16-24 ♀ (Victoria Cabello)

- +25 (Mika)
- Gruppi Vocali (Morgan)

|                |                  | 1ª puntata          | 1ª puntata          | 2ª puntata             | 2ª puntata             | 3ª puntata                    | 3ª puntata                    | 4ª puntata                | 4ª puntata                | 5ª puntata                    | 5ª puntata                    | 6ª puntata             | 6ª puntata             | 7ª puntata                   | 7ª puntata                   | FINALE                 | FINALE                 | FINALE                 |                        |
| I              | II               | I                   | II                  | I                      | II                     | I                             | II                            | I                         | II                        | I                             | II                            | I                      | II                     | I                            | II                           | III                    |                        |                        |                        |
| -------------- | ---------------- | ------------------- | ------------------- | ---------------------- | ---------------------- | ----------------------------- | ----------------------------- | ------------------------- | ------------------------- | ----------------------------- | ----------------------------- | ---------------------- | ---------------------- | ---------------------------- | ---------------------------- | ---------------------- | ---------------------- | ---------------------- | ---------------------- |
|                | Lorenzo          | N.D.                | 1ª 30,60%           | N.D.                   | 1ª 31,62%              | N.D.                          | 1ª 31,17%                     | 1ª 30,74%                 | N.D.                      | 1ª 16,43%                     | 1ª 17,93%                     | 2ª 17,83%              | 1ª 21,26%              | 1ª 24,01%                    | 1ª 24,63%                    | 1ª 31,83%              | 1ª 37,70%              | Vincitore 51,74%       |                        |
|                | Madh             | 5ª 9,97%            | N.D.                | 5ª 16,09%              | N.D.                   | N.D.                          | 3ª 19,37%                     | 2ª 22,50%                 | N.D.                      | 2ª 13,23%                     | 3ª 13,48%                     | 1ª 18,42%              | 2ª 20,29%              | 2ª 19,46%                    | 2ª 22,60%                    | 2ª 26,84%              | 2ª 33,81%              | Secondo 48,26%         |                        |
|                | Ilaria           | 2ª 21,86%           | N.D.                | 4ª 18,11%              | N.D.                   | 4ª 14,96%                     | N.D.                          | N.D.                      | 3ª 20,89%                 | 7ª 9,89%                      | 2ª 14,10%                     | 5ª 11,95%              | 5ª 13,82%              | 4ª 15,74%                    | 4ª 17,86%                    | 3ª 24,88%              | 3ª 28,49%              | Eliminata (8ª puntata) |                        |
|                | Mario            | N.D.                | 2ª 27,88%           | 2ª 19,38%              | N.D.                   | N.D.                          | 2ª 22,05%                     | 3ª 20,10%                 | N.D.                      | 5ª 11,11%                     | 5ª 11,82%                     | 6ª 11,46%              | 6ª 13,29%              | 3ª 17,10%                    | 3ª 19,70%                    | 4ª 16,45%              | Eliminato (8ª puntata) | Eliminato (8ª puntata) |                        |
|                | Emma             | 1ª 30,39%           | N.D.                | N.D.                   | 2ª 24,62%              | 1ª 21,60%                     | N.D.                          | N.D.                      | 1ª 23,89%                 | 3ª 12,15%                     | 6ª 11,59%                     | 4ª 13,78%              | 4ª 14%                 | 5ª 14,42%                    | 5ª 15,22%                    | Eliminata (7ª puntata) | Eliminata (7ª puntata) | Eliminata (7ª puntata) | Eliminata (7ª puntata) |
|                | Leiner           | 3ª 20,39%           | N.D.                | 1ª 22,03%              | N.D.                   | 2ª 21,53%                     | N.D.                          | N.D.                      | 2ª 23,62%                 | 4ª 12,09%                     | 7ª 10,24%                     | 3ª 15,42%              | 3ª 17,33%              | 6ª 9,27%                     | Eliminato (7ª puntata)       | Eliminato (7ª puntata) | Eliminato (7ª puntata) | Eliminato (7ª puntata) | Eliminato (7ª puntata) |
|                | Komminuet        | 4ª 11,60%           | N.D.                | N.D.                   | 6ª 6,56%               | 5ª 13,27%                     | N.D.                          | N.D.                      | 5ª 15,15%                 | 6ª 9,95%                      | 4ª 12,14%                     | 7ª 11,15%              | N.D.                   | Eliminati (6ª puntata)       | Eliminati (6ª puntata)       | Eliminati (6ª puntata) | Eliminati (6ª puntata) | Eliminati (6ª puntata) | Eliminati (6ª puntata) |
|                | Vivian           | N.D.                | 3ª 15,28%           | 3ª 18,31%              | N.D.                   | 6ª 11,71%                     | N.D.                          | 4ª 17,72%                 | N.D.                      | 8ª 8,46%                      | 8ª 8,71%                      | Eliminata (5ª puntata) | Eliminata (5ª puntata) | Eliminata (5ª puntata)       | Eliminata (5ª puntata)       | Eliminata (5ª puntata) | Eliminata (5ª puntata) | Eliminata (5ª puntata) | Eliminata (5ª puntata) |
|                | Riccardo         | Non in gara         | Non in gara         | N.D.                   | 3ª 14,08%              | 3ª 16,92%                     | N.D.                          | N.D.                      | 4ª 16,45%                 | 9ª 6,59%                      | Eliminato (5ª puntata)        | Eliminato (5ª puntata) | Eliminato (5ª puntata) | Eliminato (5ª puntata)       | Eliminato (5ª puntata)       | Eliminato (5ª puntata) | Eliminato (5ª puntata) | Eliminato (5ª puntata) |                        |
|                | Spritz For Five  | N.D.                | 4ª 11,53%           | N.D.                   | 5ª 9,81%               | N.D.                          | 4ª 14,96%                     | 5ª 12,45%                 | N.D.                      | Eliminati (4ª puntata)        | Eliminati (4ª puntata)        | Eliminati (4ª puntata) | Eliminati (4ª puntata) | Eliminati (4ª puntata)       | Eliminati (4ª puntata)       | Eliminati (4ª puntata) | Eliminati (4ª puntata) | Eliminati (4ª puntata) |                        |
|                | Camilla          | N.D.                | 5ª 11,12%           | N.D.                   | 4ª 13,31%              | N.D.                          | 5ª 12,45%                     | Eliminata (3ª puntata)    | Eliminata (3ª puntata)    | Eliminata (3ª puntata)        | Eliminata (3ª puntata)        | Eliminata (3ª puntata) | Eliminata (3ª puntata) | Eliminata (3ª puntata)       | Eliminata (3ª puntata)       | Eliminata (3ª puntata) | Eliminata (3ª puntata) | Eliminata (3ª puntata) |                        |
|                | The Wise         | N.D.                | 6ª 3,58%            | 6ª 6,08%               | N.D.                   | Eliminati (2ª puntata)        | Eliminati (2ª puntata)        | Eliminati (2ª puntata)    | Eliminati (2ª puntata)    | Eliminati (2ª puntata)        | Eliminati (2ª puntata)        | Eliminati (2ª puntata) | Eliminati (2ª puntata) | Eliminati (2ª puntata)       | Eliminati (2ª puntata)       | Eliminati (2ª puntata) | Eliminati (2ª puntata) | Eliminati (2ª puntata) |                        |
|                | Diluvio          | 6ª 5,80%            | N.D.                | Eliminato (1ª puntata) | Eliminato (1ª puntata) | Eliminato (1ª puntata)        | Eliminato (1ª puntata)        | Eliminato (1ª puntata)    | Eliminato (1ª puntata)    | Eliminato (1ª puntata)        | Eliminato (1ª puntata)        | Eliminato (1ª puntata) | Eliminato (1ª puntata) | Eliminato (1ª puntata)       | Eliminato (1ª puntata)       | Eliminato (1ª puntata) | Eliminato (1ª puntata) | Eliminato (1ª puntata) |                        |
|                |                  |                     |                     |                        |                        |                               |                               |                           |                           |                               |                               |                        |                        |                              |                              |                        |                        |                        |                        |
| Ultimo scontro | Ultimo scontro   | Diluvio The Wise    | Diluvio The Wise    | The Wise Komminuet     | The Wise Komminuet     | Vivian Camilla                | Vivian Camilla                | Spritz For Five Komminuet | Spritz For Five Komminuet | Leiner Vivian                 | Leiner Vivian                 | Komminuet Mario        | Komminuet Mario        | Emma Ilaria                  | Emma Ilaria                  |                        |                        |                        |                        |
|                | Voto di Fedez    | Diluvio             | Diluvio             | The Wise               | The Wise               | Camilla                       | Camilla                       | Komminuet                 | Komminuet                 | Vivian                        | Vivian                        | Mario                  | Mario                  | Emma                         | Emma                         |                        |                        |                        |                        |
|                | Voto di Mika     | The Wise            | The Wise            | The Wise               | The Wise               | Vivian                        | Vivian                        | Komminuet                 | Komminuet                 | Vivian                        | Vivian                        | Komminuet              | Komminuet              | Ilaria                       | Ilaria                       |                        |                        |                        |                        |
|                | Voto di Morgan   | Diluvio             | Diluvio             | The Wise               | The Wise               | Camilla                       | Camilla                       | Spritz For Five           | Spritz For Five           | Leiner                        | Leiner                        | Mario                  | Mario                  | Emma                         | Emma                         |                        |                        |                        |                        |
|                | Voto di Victoria | Diluvio             | Diluvio             | The Wise               | The Wise               | Vivian                        | Vivian                        | Spritz For Five           | Spritz For Five           | Leiner                        | Leiner                        | Komminuet              | Komminuet              | Emma                         | Emma                         |                        |                        |                        |                        |
| Eliminati      | Eliminati        | Diluvio 3 voti su 4 | Diluvio 3 voti su 4 | The Wise 4 voti su 4   | The Wise 4 voti su 4   | Camilla Andrea Magli TILT 38% | Camilla Andrea Magli TILT 38% | Spritz For Five TILT 45%  | Spritz For Five TILT 45%  | Riccardo Schiara per televoto | Riccardo Schiara per televoto | Komminuet TILT 26%     | Komminuet TILT 26%     | Leiner Riflessi per televoto | Leiner Riflessi per televoto | Mario Gavino Garrucciu | Ilaria Rastrelli       | Madh                   |                        |
| Eliminati      | Eliminati        | Diluvio 3 voti su 4 | Diluvio 3 voti su 4 | The Wise 4 voti su 4   | The Wise 4 voti su 4   | Camilla Andrea Magli TILT 38% | Camilla Andrea Magli TILT 38% | Spritz For Five TILT 45%  | Spritz For Five TILT 45%  | Vivian Grillo TILT 26%        | Vivian Grillo TILT 26%        | Komminuet TILT 26%     | Komminuet TILT 26%     | Emma Morton 3 voti su 4      | Emma Morton 3 voti su 4      | Mario Gavino Garrucciu | Ilaria Rastrelli       | Madh                   |                        |

### Dettaglio delle puntate

#### Prima puntata
Data: giovedì 23 ottobre 2014

Ospiti: Tiziano Ferro, Robin Schulz e Lilly Wood and the Prick

Canzoni cantate dagli ospiti: Senza scappare mai più (Tiziano Ferro) - Prayer in C (Robin Schulz e Lilly Wood and the Prick)
| Ordine                              | Cantante        | Giudice  | Canzone (cantante originale)                         | Risultato |
| ----------------------------------- | --------------- | -------- | ---------------------------------------------------- | --------- |
| 1                                   | Emma            | Mika     | Blurred Lines (Robin Thicke)                         | Salva     |
| 2                                   | Komminuet       | Morgan   | Aria sulla quarta corda (Johann Sebastian Bach)      | Salvi     |
| 3                                   | Leiner          | Fedez    | What Goes Around... Comes Around (Justin Timberlake) | Salvo     |
| 4                                   | Ilaria          | Victoria | The Scientist (Coldplay)                             | Salva     |
| 5                                   | Diluvio         | Mika     | Alors on danse (Stromae)                             | Ultimo    |
| 6                                   | Madh            | Fedez    | Take Care (Drake)                                    | Salvo     |
|                                     |                 |          |                                                      |           |
| 1                                   | Spritz For Five | Morgan   | Just Can't Get Enough (Depeche Mode)                 | Salvi     |
| 2                                   | Mario           | Mika     | E non andar più via (Lucio Dalla)                    | Salvo     |
| 3                                   | Camilla         | Victoria | Toxic (Britney Spears)                               | Salva     |
| 4                                   | The Wise        | Morgan   | Giovanni Telegrafista (Enzo Jannacci)                | Ultimi    |
| 5                                   | Lorenzo         | Fedez    | Good Riddance (Time of Your Life) (Green Day)        | Salvo     |
| 6                                   | Vivian          | Victoria | We Found Love (Rihanna)                              | Salva     |
| Ballottaggio (cavallo di battaglia) |                 |          |                                                      |           |
| 1                                   | Diluvio         | Mika     | La notte (Arisa)                                     | Eliminato |
| 2                                   | The Wise        | Morgan   | You've Got to Hide Your Love Away (The Beatles)      | Salvi     |

Voto dei giudici per eliminare:
- Morgan: Diluvio, per salvare i suoi artisti, i The Wise;
- Mika: The Wise, per salvare il suo artista, Diluvio;
- Fedez: Diluvio, trovandolo non adatto al contesto del programma;
- Victoria Cabello: Diluvio, condividendo le motivazioni di Fedez.

#### Seconda puntata
Data: giovedì 30 ottobre 2014

Ospiti: Cesare Cremonini

Canzoni cantate dagli ospiti: Logico #1 (Cremonini e i talenti di X Factor) e GreyGoose.
| Ordine | Cantante | Giudice | Canzone (cantante originale)          | Risultato |
| ------ | -------- | ------- | ------------------------------------- | --------- |
| 1      | Riccardo | Fedez   | Chandelier (Sia)                      | In Gara   |
| 2      | Sarah    | Mika    | Gli uomini non cambiano (Mia Martini) | Eliminata |

| Ordine                              | Cantante        | Giudice  | Canzone (cantante originale)                                                 | Risultato |
| ----------------------------------- | --------------- | -------- | ---------------------------------------------------------------------------- | --------- |
| 1                                   | Madh            | Fedez    | No Church in the Wild (Jay Z, Kanye West ft. Frank Ocean)                    | Salvo     |
| 2                                   | Mario           | Mika     | Ricomincio da qui (Malika Ayane)                                             | Salvo     |
| 3                                   | Ilaria          | Victoria | Pumped Up Kicks (Foster the People)                                          | Salva     |
| 4                                   | The Wise        | Morgan   | I Will Survive (Cake)                                                        | Ultimi    |
| 5                                   | Leiner          | Fedez    | The First Cut Is the Deepest (Cat Stevens)                                   | Salvo     |
| 6                                   | Vivian          | Victoria | Doo Wop (That Thing)/ Can't Take My Eyes Off You (Lauryn Hill/Gloria Gaynor) | Salva     |
|                                     |                 |          |                                                                              |           |
| 1                                   | Spritz For Five | Morgan   | Bohemian Rhapsody (Queen)                                                    | Salvi     |
| 2                                   | Emma            | Mika     | I Can't Make You Love Me (Bonnie Raitt)                                      | Salva     |
| 3                                   | Riccardo        | Fedez    | All of Me (John Legend)                                                      | Salvo     |
| 4                                   | Camilla         | Victoria | Splendido splendente (Donatella Rettore)                                     | Salva     |
| 5                                   | Komminuet       | Morgan   | Come Undone (Duran Duran)                                                    | Ultimi    |
| 6                                   | Lorenzo         | Fedez    | Impossible (James Arthur)                                                    | Salvo     |
| Ballottaggio (cavallo di battaglia) |                 |          |                                                                              |           |
| 1                                   | The Wise        | Morgan   | Mykonos (Fleet Foxes)                                                        | Eliminati |
| 2                                   | Komminuet       | Morgan   | Virtual Insanity (Jamiroquai)                                                | Salvi     |

Voto dei giudici per eliminare:
- Morgan: The Wise
- Victoria Cabello: The Wise
- Mika: The Wise
- Fedez: The Wise

#### Terza puntata
Data: giovedì 6 novembre 2014

Tema musicale della serata: Dance 

Ospiti: Charli XCX, Kiesza e il cast di Italia's Got Talent 

Canzoni cantate dagli ospiti: Boom Clap (Charli XCX) - Hideaway (Kiesza) 

Particolarità: Durante l'apertura della puntata, per pubblicizzare la nuova edizione di Italia's Got Talent, arrivano in studio la conduttrice Vanessa Incontrada e i quattro giudici Claudio Bisio, Luciana Littizzetto, Nina Zilli e Frank Matano.
| Ordine                              | Cantante        | Giudice  | Canzone (cantante originale)                                              | Risultato |
| ----------------------------------- | --------------- | -------- | ------------------------------------------------------------------------- | --------- |
| 1                                   | Ilaria          | Victoria | Get Lucky (Daft Punk)                                                     | Salva     |
| 2                                   | Komminuet       | Morgan   | Emerge (Fischerspooner)                                                   | Salvi     |
| 3                                   | Leiner          | Fedez    | If I Die Tomorrow (Far East Movement ft. Bill Kaulitz)                    | Salvo     |
| 4                                   | Emma            | Mika     | Sing it back (Moloko)                                                     | Salva     |
| 5                                   | Vivian          | Victoria | Telephone/You Spin Me Round (like a Record) (Lady Gaga/Dead or Alive)     | Ultima    |
| 6                                   | Riccardo        | Fedez    | Follow the Sun (Time Square ft. Xavier Rudd)                              | Salvo     |
|                                     |                 |          |                                                                           |           |
| 1                                   | Spritz For Five | Morgan   | Sinfonia n. 5A Fifth of Beethoven (Walter Murphy) da Saturday Night Fever | Salvi     |
| 2                                   | Mario           | Mika     | Don't Leave Me This Way (Thelma Houston)                                  | Salvo     |
| 3                                   | Madh            | Fedez    | Dancing On My Own (Robyn)                                                 | Salvo     |
| 4                                   | Camilla         | Victoria | Miss You (The Rolling Stones)                                             | Ultima    |
| 5                                   | Lorenzo         | Fedez    | Sweet Nothing (Calvin Harris ft. Florence Welch)                          | Salvo     |
| Ballottaggio (cavallo di battaglia) |                 |          |                                                                           |           |
| 1                                   | Vivian          | Victoria | Starships (Nicki Minaj)                                                   | Salva     |
| 2                                   | Camilla         | Victoria | Summertime Sadness (Lana Del Rey)                                         | Eliminata |

Voto dei giudici per eliminare:
- Victoria Cabello: Vivian, ritenendo il percorso da fare con Camilla più interessante;
- Mika: Vivian, condividendo le ragioni della Cabello;
- Fedez: Camilla, ritenendo Vivian discograficamente più interessante;
- Morgan: Camilla, per chiamare il TILT, dunque passare la decisione al pubblico.

I giudici non trovano un accordo, quindi si va in TILT. Il televoto decreta l'eliminazione di Camilla.

#### Quarta puntata
Data: giovedì 13 novembre 2014

Tema musicale della serata: Tolleranza 

Ospiti: Niccolò Fabi, Max Gazzè, Daniele Silvestri, Hozier

Canzoni cantate dagli ospiti: Take Me to Church (Hozier) - L'amore non esiste (Fabi-Silvestri-Gazzè)

Particolarità: Le canzoni assegnate dai giudici ai concorrenti sono brani che hanno subito censure, che lanciano messaggi sulla libertà di espressione o che trattano temi controversi, come il bullismo o la discriminazione.
| Ordine                              | Cantante        | Giudice  | Canzone (cantante originale)                                                     | Risultato |
| ----------------------------------- | --------------- | -------- | -------------------------------------------------------------------------------- | --------- |
| 1                                   | Mario           | Mika     | Sugar Man (Rodriguez)                                                            | Salvo     |
| 2                                   | Madh            | Fedez    | Same Love (Macklemore & Ryan Lewis ft. Mary Lambert)                             | Salvo     |
| 3                                   | Spritz For Five | Morgan   | Il gioco del cavallo a dondolo (Roberto De Simone)                               | Ultimi    |
| 4                                   | Vivian          | Victoria | Like a Prayer (Madonna)                                                          | Salva     |
| 5                                   | Lorenzo         | Fedez    | Un blasfemo (dietro ogni blasfemo c'è un giardino incantato) (Fabrizio De André) | Salvo     |
|                                     |                 |          |                                                                                  |           |
| 1                                   | Riccardo        | Fedez    | Perfect Day (Lou Reed)                                                           | Salvo     |
| 2                                   | Komminuet       | Morgan   | Je t'aime... moi non plus (Serge Gainsbourg)                                     | Ultimi    |
| 3                                   | Ilaria          | Victoria | I'm on Fire (Bruce Springsteen)                                                  | Salva     |
| 4                                   | Emma            | Mika     | Strange Fruit (Billie Holiday)                                                   | Salva     |
| 5                                   | Leiner          | Fedez    | Canzone per gli artisti (Punx Crew)                                              | Salvo     |
| Ballottaggio (cavallo di battaglia) |                 |          |                                                                                  |           |
| 1                                   | Spritz For Five | Morgan   | Radioactive (Imagine Dragons)                                                    | Eliminati |
| 2                                   | Komminuet       | Morgan   | Don't Tell 'Em (Jeremih)                                                         | Salvi     |

Voto dei giudici per eliminare:
- Morgan: Spritz For Five;
- Victoria Cabello: Spritz For Five, per seguire la decisione del loro giudice;
- Mika: Komminuet, trovando gli Spritz For Five migliori nell'ultima performance;
- Fedez: Komminuet, per andare in TILT.

I giudici non trovano un accordo, quindi si va in TILT. Il televoto decreta l'eliminazione degli Spritz For Five.

#### Quinta puntata
Data: giovedì 20 novembre 2014

Particolarità: Apocalypse Night (eliminazione di due concorrenti)

Ospiti: Francesco De Gregori, Ed Sheeran

Canzoni cantate dagli ospiti: La donna cannone (Francesco De Gregori) - Thinking Out Loud (Ed Sheeran)
| Ordine                              | Cantante  | Giudice  | Canzone (cantante originale)                              | Risultato                        | Ordine                           | Canzone (cantante originale)         | Risultato  |
| ----------------------------------- | --------- | -------- | --------------------------------------------------------- | -------------------------------- | -------------------------------- | ------------------------------------ | ---------- |
| 1                                   | Leiner    | Fedez    | The First Cut Is the Deepest (Cat Stevens)                | Salvo                            | 7                                | Fireflies (Owl City)                 | Ultimi due |
| 2                                   | Ilaria    | Victoria | Can't Find My Way Home (Blind Faith)                      | Salva                            | 6                                | Giudizi universali (Samuele Bersani) | Salva      |
| 3                                   | Komminuet | Morgan   | Emerge (Fischerspooner)                                   | Salvi                            | 4                                | Sirene (Fedez ft. Malika Ayane)      | Salvi      |
| 4                                   | Riccardo  | Fedez    | Lonely Boy (The Black Keys)                               | Eliminato                        | -                                | -                                    | -          |
| 5                                   | Emma      | Mika     | Pop porno (Il Genio)                                      | Salva                            | 8                                | Un'estate fa (Delta V)               | Salva      |
| 6                                   | Lorenzo   | Fedez    | Cosa sono le nuvole (Domenico Modugno)                    | Salvo                            | 1                                | How to Save a Life (The Fray)        | Salvo      |
| 7                                   | Mario     | Mika     | E non andar più via (Lucio Dalla)                         | Salvo                            | 3                                | Ragazzo mio (Luigi Tenco)            | Salvo      |
| 8                                   | Vivian    | Victoria | Super Bass (Nicki Minaj)                                  | Salva                            | 2                                | All About That Bass (Meghan Trainor) | Ultimi due |
| 9                                   | Madh      | Fedez    | No Church in the Wild (Jay Z, Kanye West ft. Frank Ocean) | Salvo                            | 5                                | Disparate Youth (Santigold)          | Salvo      |
| Ballottaggio (cavallo di battaglia) |           |          |                                                           |                                  |                                  |                                      |            |
| 1                                   | Vivian    | Victoria | Do It like a Dude (Jessie J)                              | Do It like a Dude (Jessie J)     | Do It like a Dude (Jessie J)     | Do It like a Dude (Jessie J)         | Eliminata  |
| 2                                   | Leiner    | Fedez    | When I Was Your Man (Bruno Mars)                          | When I Was Your Man (Bruno Mars) | When I Was Your Man (Bruno Mars) | When I Was Your Man (Bruno Mars)     | Salvo      |

Voto dei giudici per eliminare:
- Victoria Cabello: Leiner, per salvare la sua artista, Vivian;
- Fedez: Vivian, per salvare il suo artista, Leiner;
- Morgan: Leiner, pensando che fuori dal programma può essere valorizzato di più;
- Mika: Vivian, sostenendo che Vivian non sia ancora pronta per un palco.

I giudici non trovano un accordo, quindi si va in TILT. Il televoto decreta l'eliminazione di Vivian.

#### Sesta puntata
Data: giovedì 27 novembre 2014

Tema musicale della serata: Luce (seconda manche)

Ospiti: Marco Mengoni, Francesca Michielin

Canzoni cantate dagli ospiti: Magnifico (Fedez e Francesca Michielin) - Guerriero (Marco Mengoni)
Con l'eliminazione dei Komminuet, la categoria dei Gruppi di Morgan rimane senza concorrenti.
| Ordine                              | Cantante  | Giudice  | Canzone (cantante originale)                              | Risultato                                 | Ordine                                    | Canzone (cantante originale)                      | Risultato |
| ----------------------------------- | --------- | -------- | --------------------------------------------------------- | ----------------------------------------- | ----------------------------------------- | ------------------------------------------------- | --------- |
| 1                                   | Leiner    | Fedez    | i (Kendrick Lamar)                                        | Salvo                                     | 6                                         | You Are the Sunshine of My Life (Stevie Wonder)   | Salvo     |
| 2                                   | Ilaria    | Victoria | Un senso (Vasco Rossi)                                    | Salva                                     | 3                                         | There Is a Light That Never Goes Out (The Smiths) | Salva     |
| 3                                   | Komminuet | Morgan   | Black Widow (Iggy Azalea ft. Rita Ora)                    | Ultimi                                    | -                                         | -                                                 | -         |
| 4                                   | Mario     | Mika     | Un giorno credi (Edoardo Bennato)                         | Salvo                                     | 5                                         | Luci a San Siro (Roberto Vecchioni)               | Ultimo    |
| 5                                   | Madh      | Fedez    | Ready or Not (Fugees)                                     | Salvo                                     | 1                                         | Lights (Ellie Goulding)                           | Salvo     |
| 6                                   | Emma      | Mika     | Walking on Broken Glass/We Are Golden (Annie Lennox/Mika) | Salva                                     | 2                                         | Un mare in luce (Raphael Gualazzi)                | Salva     |
| 7                                   | Lorenzo   | Fedez    | Niente da capire (Francesco De Gregori)                   | Salvo                                     | 4                                         | Light My Fire (The Doors)                         | Salvo     |
| Ballottaggio (cavallo di battaglia) |           |          |                                                           |                                           |                                           |                                                   |           |
| 1                                   | Komminuet | Morgan   | Love the Way You Lie (Eminem ft. Rihanna)                 | Love the Way You Lie (Eminem ft. Rihanna) | Love the Way You Lie (Eminem ft. Rihanna) | Love the Way You Lie (Eminem ft. Rihanna)         | Eliminati |
| 2                                   | Mario     | Mika     | Freedom (Timoria)                                         | Freedom (Timoria)                         | Freedom (Timoria)                         | Freedom (Timoria)                                 | Salvo     |

Voto dei giudici per eliminare:
- Morgan: Mario, per salvare i suoi artisti, Komminuet;
- Mika: Komminuet, per salvare il suo artista, Mario;
- Victoria Cabello: Komminuet;
- Fedez: Mario, per andare in TILT.

I giudici non trovano un accordo, quindi si va in TILT. Il televoto decreta l'eliminazione dei Komminuet.

#### Settima puntata
Data: giovedì 4 dicembre 2014

Particolarità: Apocalypse Night (eliminazione di due concorrenti)

Ospiti: OneRepublic

Canzoni cantate dagli ospiti: Counting Stars (OneRepublic con i talenti di X Factor), I Lived (OneRepublic)
| Ordine                              | Cantante | Giudice  | Inedito                                   | Risultato                                 | Ordine                                    | Canzone (cantante originale)              | Risultato  |
| ----------------------------------- | -------- | -------- | ----------------------------------------- | ----------------------------------------- | ----------------------------------------- | ----------------------------------------- | ---------- |
| 1                                   | Madh     | Fedez    | Sayonara                                  | Salvo                                     | 4                                         | Flyover (Asian Dub Foundation)            | Salvo      |
| 2                                   | Mario    | Mika     | All'orizzonte                             | Salvo                                     | 3                                         | Hey Ya! (OutKast)                         | Salvo      |
| 3                                   | Ilaria   | Victoria | My Name                                   | Salva                                     | 2                                         | Nothing Compares 2 U (Sinéad O'Connor)    | Ultimi due |
| 4                                   | Leiner   | Fedez    | Tutto quello che ci resta                 | Eliminato                                 | -                                         | -                                         | -          |
| 5                                   | Emma     | Mika     | Daddy Blues                               | Salva                                     | 5                                         | Love Is a Losing Game (Amy Winehouse)     | Ultimi due |
| 6                                   | Lorenzo  | Fedez    | The Reason Why                            | Salvo                                     | 1                                         | A-Punk (Vampire Weekend)                  | Salvo      |
| Ballottaggio (cavallo di battaglia) |          |          |                                           |                                           |                                           |                                           |            |
| 1                                   | Ilaria   | Victoria | The House of the Rising Sun (The Animals) | The House of the Rising Sun (The Animals) | The House of the Rising Sun (The Animals) | The House of the Rising Sun (The Animals) | Salva      |
| 2                                   | Emma     | Mika     | I'm A Fool To Want You (Billie Holiday)   | I'm A Fool To Want You (Billie Holiday)   | I'm A Fool To Want You (Billie Holiday)   | I'm A Fool To Want You (Billie Holiday)   | Eliminata  |

Voto dei giudici per eliminare:
- Victoria Cabello: Emma, per salvare la sua artista, Ilaria;
- Mika: Ilaria, per salvare la sua artista, Emma;
- Fedez: Emma, sostenendo di non saper proprio chi scegliere e sperando nel TILT;
- Morgan: Emma, dicendo di voler sostenere Victoria.

#### Ottava puntata (Finale)
Data: giovedì 11 dicembre 2014

Ospiti: Tiziano Ferro, Malika Ayane, Gianna Nannini, Arisa, Chiara, David Guetta con Sam Martin, Saint Motel

Canzoni cantate dagli ospiti: Un giorno di sole (Chiara) - My Type (Saint Motel) - Dangerous (David Guetta ft. Sam Martin) - Lontano dagli occhi (Gianna Nannini) - La differenza tra me e te, Senza scappare mai più, La fine (Tiziano Ferro)
| Ordine                | Cantante | Giudice  | Duetto                              | Risultato             | Ordine                | Inedito               | Risultato |
| --------------------- | -------- | -------- | ----------------------------------- | --------------------- | --------------------- | --------------------- | --------- |
| 1                     | Madh     | Fedez    | Moon (con Malika Ayane)             | Salvo                 | 3                     | Sayonara              | Salvo     |
| 2                     | Mario    | Mika     | La notte (con Arisa)                | Quarto                | -                     | -                     | -         |
| 3                     | Lorenzo  | Fedez    | Sei nell'anima (con Gianna Nannini) | Salvo                 | 1                     | The Reason Why        | Salvo     |
| 4                     | Ilaria   | Victoria | Sere nere (con Tiziano Ferro)       | Salva                 | 2                     | My Name               | Terza     |
| Finalissima (My song) |          |          |                                     |                       |                       |                       |           |
| 1                     | Lorenzo  | Fedez    | Rewind (Paolo Nutini)               | Rewind (Paolo Nutini) | Rewind (Paolo Nutini) | Rewind (Paolo Nutini) | Vincitore |
| 2                     | Madh     | Fedez    | Heartbeat (Nneka)                   | Heartbeat (Nneka)     | Heartbeat (Nneka)     | Heartbeat (Nneka)     | Secondo   |

## Discografia e videografia legata al programma

### Singoli
| Artista         | Brano                     | Posizione massima in classifica | Certificazione                          |
| Artista         | Brano                     | FIMI                            | Certificazione                          |
| --------------- | ------------------------- | ------------------------------- | --------------------------------------- |
| Lorenzo Fragola | The Reason Why            | 1                               | - ITA: Doppio Platino - Vendite: 60.000 |
| Madh            | Sayonara                  | 2                               | - ITA: Platino - Vendite: 30.000        |
| Ilaria          | My Name                   | 5                               | - ITA: Oro - Vendite: 15.000            |
| Mario           | All'orizzonte             | 8                               | -                                       |
| Emma Morton     | Daddy Blues               | 15                              | -                                       |
| Komminuet       | Domenica                  | 35                              | -                                       |
| Leiner          | Tutto quello che ci resta | 73                              | -                                       |

NOTE: My Name di Ilaria è stato inserito nel sottofondo dello spot della Granarolo.

### Brani delle compilation e degli EP entrati in classifica
| Artista | Brano                 | Posizioni in classifica |
| Artista | Brano                 | FIMI                    |
| ------- | --------------------- | ----------------------- |
| Madh    | No Church in the Wild | 37                      |
| Lorenzo | Impossible            | 52                      |
| Lorenzo | Cosa sono le nuvole   | 60                      |
| Ilaria  | Giudizi universali    | 75                      |

## Videografia singoli
- 2014 - Sayonara (Madh)
- 2015 - The Reason Why (Lorenzo Fragola)
- 2015 - Domenica (Komminuet)
- 2015 - Tutto Quello Che Ci Resta (Leiner)

### EP
| Artista         | EP              | Posizione massima in classifica |
| Artista         | EP              | FIMI                            |
| --------------- | --------------- | ------------------------------- |
| Lorenzo Fragola | Lorenzo Fragola | 11                              |
| Madh            | Sayonara        | 14                              |
| Ilaria          | My Name         | 39                              |
| Emma Morton     | Daddy Blues     | 59                              |

## Compilation
| Compilation                   | Posizione in classifica |
| Compilation                   | FIMI                    |
| ----------------------------- | ----------------------- |
| X Factor Christmas 2014       | 7                       |
| X Factor 2014 - Compilation 1 | —                       |
| X Factor 2014 - Compilation 2 | —                       |
| X Factor 2014 - Compilation 3 | —                       |
| X Factor 2014 - Compilation 4 | —                       |
| X Factor 2014 - Compilation 5 | —                       |
| X Factor 2014 - Compilation 6 | —                       |

## Pre e post X Factor 8
Questa è una lista che raggruppa i lavori discografici (EP, Album, Singoli) dei concorrenti, successivi e precedenti all' ottava edizione di X Factor, escludendo quindi gli EP e i singoli prodotti durante il programma in concomitanza con Sony Music.
Gruppi Vocali
Spritz For Five
- Abbronzarella - Singolo (2015)
- Spritz For Five - EP (2015)

The Wise
- Old Fear - Singolo (2013)
- The Last Song - Singolo
- November - Singolo
- Old Fear - EP (2013)

Over 25
Mario Gavino Garrucciu
- Non è per te - Singolo (2012)
- I Signori di Questa Città - Singolo (2016)

Emma Morton
- Summer's Goodbye - Singolo (2012)
- Holidays - Singolo (2015)

Diluvio
- Li lascio fare - Singolo (2010)
- Non fa per me - Singolo
- O tutto o niente - Album (2011) (Hara Recording)
- Delusioni - Singolo
- Menti - Singolo
- No competition - Singolo
- Perché? - Singolo
- Sempre più su - Singolo
- Un'altra notte - Singolo
- Dentro il locale - Singolo (2012)
- Fa male - Singolo
- Più coatto di prima - Singolo (2013)
- Parole e frasi (feat. Denny LaHome) - Singolo
- Dopo tutto questo (feat. Canesecco) - Singolo
- Come non mai - Singolo
- Le parole giuste - Singolo (2014)
- In aria - Singolo
- La notte - Singolo
- Il meglio per me - Singolo
- Giura - Singolo (2015)
- Emergente - Album (2015) (Quadraro Basement Srl)

Donne 16-24
Ilaria
- Crash Test - Inedito (2015) (feat. Two Fingerz)

Vivian
- Alone - Singolo (2016) (feat. DJ Tillo)

Uomini 16-24
Lorenzo Fragola
- Siamo uguali - Singolo (2015)
- 1995 - Album (2015) (NewTopia/Sony Music)
- The Rest - Singolo (2015)
- # Fuori c'è il sole - Singolo (2015)

Madh
- Experimental - EP (2012)
- Boomerang - Singolo
- Gong (feat. THE STRANGERS) - Street-single (2015)
- River- Singolo (2015)
- Madhitation - Album (2015)

Leiner - Singolo (2015)
- Flying Up
- Alza le casse (feat. Dj Matrix) - Jingle per Lo Zoo di 105
- mezzo respiro

## Ascolti

### X Factor Story
X Factor Story, in onda giovedì 11 settembre 2014 dalle 20.15 alle 22.45 su SkyUno, ha raccolto davanti al video 220 951 telespettatori (compreso il dato differito del giorno).

### X Factor - Le selezioni
| Puntata     | Sky Uno*          | Sky Uno*       | Sky Uno* | Cielo**           | Cielo**        | Cielo** | Totale telespettatori nei sette giorni Sky Uno |
| Puntata     | Messa in onda     | Telespettatori | Share    | Messa in onda     | Telespettatori | Share   | Totale telespettatori nei sette giorni Sky Uno |
| ----------- | ----------------- | -------------- | -------- | ----------------- | -------------- | ------- | ---------------------------------------------- |
| Audizioni 1 | 18 settembre 2014 | 1 193 452      | 3,36%    | 21 settembre 2014 | 336 000        | 1,50%   | 2 668 343                                      |
| Audizioni 2 | 25 settembre 2014 | 1 127 552      | 3,46%    | 28 settembre 2014 | 327 000        | 1,32%   | 2 613 374 (compresi i dati di Cielo)           |
| Audizioni 3 | 2 ottobre 2014    | 1 245 000      | 3,84%    | 5 ottobre 2014    | 418 000        | 1,50%   | 2 785 000                                      |
| Bootcamp    | 9 ottobre 2014    | 1 292 000      | 4,21%    | 12 ottobre 2014   | 518 000        | 2,01%   |                                                |
| Homevisit   | 16 ottobre 2014   | 1 308 833      | 4,50%    | 19 ottobre 2014   | 419 000        | 1,60%   |                                                |
| Media       | Media             | 1 233 367      | 3,87%    | Media             | 403 600        | 1,59%   |                                                |

*Il dato è la somma di ascolto in diretta e di ascolto differito del giorno
**Su Cielo viene trasmessa la replica della puntata del giovedì su Sky Uno

### X Factor - Live Show
| Puntata      | Sky Uno + Sky Uno+1* | Sky Uno + Sky Uno+1* | Sky Uno + Sky Uno+1* |
| Puntata      | Messa in onda        | Telespettatori       | Share                |
| ------------ | -------------------- | -------------------- | -------------------- |
| 1            | 23 ottobre 2014      | 1 140 000            | 4,90%                |
| 2            | 30 ottobre 2014      | 1 095 000            | 4,50%                |
| 3            | 6 novembre 2014      | 1 100 000            | 4,06%                |
| 4            | 13 novembre 2014     | 1 083 000            | 4,10%                |
| 5            | 20 novembre 2014     | 1 278 000            | 5,00%                |
| 6            | 27 novembre 2014     | 1 090 000            | 4,10%                |
| 7            | 4 dicembre 2014      | 1 189 000            | 4,72%                |
| 8 - Finale** | 11 dicembre 2014     | 1 295 000            | 5,07%                |
| Media        | Media                | 1 159 396            | 4,56%                |

*Il dato è la somma di ascolto in diretta e di ascolto differito del giorno.
**La finale è stata trasmessa in diretta anche su Cielo che ha portato il totale di telespettatori a 1 952 000 pari all'8,02%.

### Xtra Factor
| Puntata | Messa in onda    | Telespettatori | Share |
| ------- | ---------------- | -------------- | ----- |
| 1       | 23 ottobre 2014  | 322 000        | 5,03% |
| 2       | 30 ottobre 2014  | 322 780        | N/A   |
| 3       | 6 novembre 2014  | 367 296        |       |
| 4       | 13 novembre 2014 | 480 000        |       |
| 5       | 20 novembre 2014 | 444 000        |       |
| 6       | 27 novembre 2014 | 534 000        |       |
| 7       | 4 dicembre 2014  | 545 000        |       |

## Ospiti
| Puntata | Ospiti nei Live Show                                                                                          |
| ------- | --- |
| 1       | Tiziano Ferro, Robin Schulz e Lilly Wood and the Prick                                                        |
| 2       | Cesare Cremonini                                                                                              |
| 3       | Charli XCX, Kiesza, Vanessa Incontrada con Claudio Bisio, Luciana Littizzetto, Nina Zilli e Frank Matano      |
| 4       | Niccolò Fabi, Max Gazzè, Daniele Silvestri, Hozier                                                            |
| 5       | Francesco De Gregori, Ed Sheeran                                                                              |
| 6       | Marco Mengoni, Francesca Michielin                                                                            |
| 7       | OneRepublic                                                                                                   |
| 8       | Tiziano Ferro, Malika Ayane, Gianna Nannini, Chiara Galiazzo, Arisa, David Guetta con Sam Martin, Saint Motel |